# Henry Doubleday (Zoologe)
|  | Dieser Artikel wurde aufgrund von formalen oder inhaltlichen Mängeln in der Qualitätssicherung Biologie zur Verbesserung eingetragen. Dies geschieht, um die Qualität der Biologie-Artikel auf ein akzeptables Niveau zu bringen. Bitte hilf mit, diesen Artikel zu verbessern! Artikel, die nicht signifikant verbessert werden, können gegebenenfalls gelöscht werden. Lies dazu auch die näheren Informationen in den Mindestanforderungen an Biologie-Artikel. |

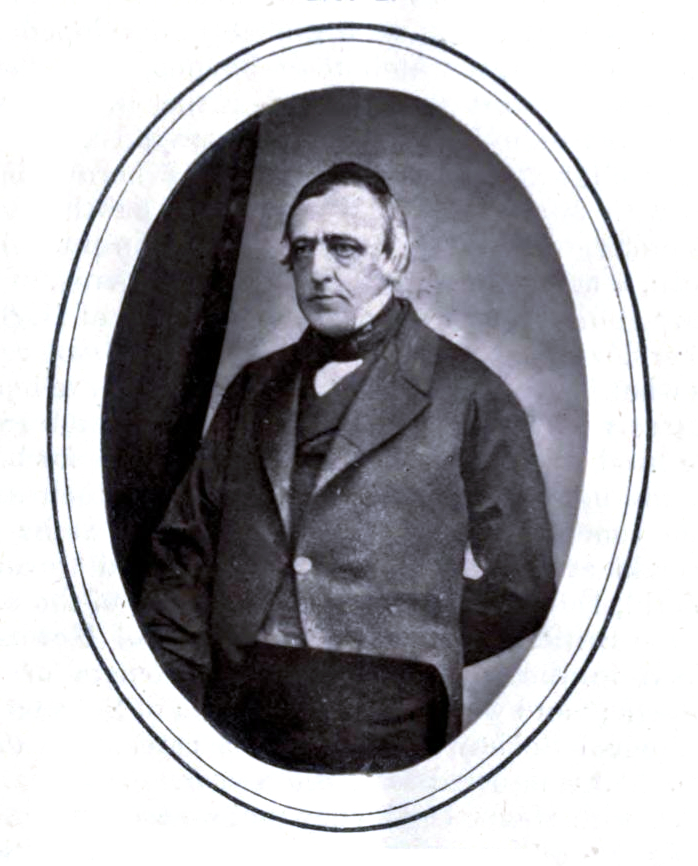
Henry Doubleday

Henry Doubleday (* 1. Juli 1808 in Epping (Essex); † 29. Juni 1875 ebenda) war ein englischer Entomologe, Ornithologe und Lepidopterologe.
Henry Doubleday war der älteste Sohn des Quäkers und Kaufmanns Benjamin Doubleday und dessen Frau Mary aus Epping, Essex. Er und sein Bruder Edward Doubleday waren seit ihrer Kindheit naturgeschichtlich interessiert und sammelten unter anderem Insekten im Epping Forest. Er lebte zur gleichen Zeit wie sein gleichnamiger Cousin, der Wissenschaftler und Pflanzenzüchter Henry Doubleday (1810-1902).
Henry Doubleday war der Autor des ersten Kataloges über britische Tag- und Nachtfalter, Synonymic List of the British Lepidoptera (1847–50). Er ist Namensgeber von verschiedenen Nachtfalterarten. Seine Sammlung befindet sich noch im Natural History Museum. Einer der von ihm beschriebenen Schmetterlinge ist die Aschgraue Bodeneule.
Er korrespondierte mit Charles Darwin.

## Schriften
- A synonymic list of all the British butterflies and moths. 2. Auflage. Newman, London 1862, doi:10.5962/bhl.title.22072 (englisch).